# Gabriel Heinze
Gabriel Iván Heinze (n. 19 aprilie 1978, Crespo⁠(d), Provincia Entre Ríos, Argentina) este un fotbalist argentinian retras din activitate, care a participat cu Echipa națională de fotbal a Argentinei la mai multe turnee finale.